# Kupientyn
Kupientyn [kuˈpjɛntɨn] est un village polonais de la gmina de Sabnie dans le powiat de Sokołów et dans la voïvodie de Mazovie, au centre-est de la Pologne.
Il est situé à environ 8 kilomètres au sud de Sabnie, 6 kilomètres au nord de Sokołów Podlaski et à 90 kilomètres à l'est de Varsovie.